# Contestation en Iran en 2011
La Contestation en Iran en 2011 se remarque à partir du 14 février 2011. Bien que l'Iran ne soit pas un pays arabe, elle s'inscrit dans un contexte de révolte de grande ampleur qui eut lieu dans de nombreux pays arabes et dans leur proche périphérie. 
Le mouvement iranien se situe dans le prolongement des protestations postélectorales de 2009. De ce fait, les manifestants contestent d'abord le gouvernement et s'inspirent des mouvements tunisiens et égyptiens, les demandes de libertés, de démocratie, et de respect des droits de l'homme s'étant faites ressentir par la suite.

## Contexte
À la suite du Printemps arabe, l'opposition iranienne, silencieuse depuis les manifestations de l'Achoura, en décembre 2009, a appelé les Iraniens à manifester en soutien aux Égyptiens, un prétexte pour l'opposition de contester le régime.

## Victimes

### Morts et blessés
Les manifestations du 14 février ont causé la mort de deux étudiants. Il y aurait au moins 150 blessés par balles.

### Arrestations
On compte 1 500 arrestations.

## Réactions

### Réactions du Gouvernement
Le parlement a demandé le 15 février l'exécution des leaders de l’opposition, Mir Hossein Moussavi et Mehdi Karoubi.

### Réactions Internationales
Barack Obama a soutenu la contestation en montrant l'exemple de l'Égypte.